# Seventh Wonder
Seventh Wonder is een Zweedse progressieve metal band die is opgericht in 2000.

## Biografie
Seventh Wonder werd gevormd door bassist Andreas Blomqvist, gitarist Johan Liefvendahl en drummer Johnny Sandin nadat hun vorige band uit elkaar viel. Hun geluid evolueerde naar progressieve metal, mede door de komst van toetsenist Andrew Everding.
Een zanger vinden bleek geen sinecure: tijdens de opname van de twee demo's, Seventh Wonder (2001) en Temple In The Storm (2003), werd er gebruikgemaakt van de diensten van meerdere zangers, onder hen Ola Halén en Andi Kravljaca. Met de laatste werd ook het debuutalbum Become opgenomen. Echter, voordat het album uitkwam werd hij alweer vervangen door Tommy Karevik.
Het tweede album, Waiting In The Wings, kwam uit in 2006 en kreeg bijzonder positieve reviews. Hierop speelde de band in onder andere Zweden, Denemarken, Noorwegen, Engeland en Nederland.
In 2008 volgde dan de opvolger van Waiting In The Wings: Mercy Falls. Net als hun vorig album kreeg Mercy Falls bijzonder positieve reviews en speelden ze in 2009 op o.a. Sweden Rock Festival en ProgPower Europe.
Op 4 december 2010 verscheen hun 4e album The Great Escape. Het album kreeg net als zijn voorgangers erg goede reviews. Op de plaat staat de titeltrack die 30 minuten duurt.
In 2012 werd bekendgemaakt dat Tommy Karevik de nieuwe zanger is geworden van de Amerikaanse metalband Kamelot. Desondanks zal Tommy zijn rol als zanger van Seventh Wonder blijven vervullen.

## Bezetting
Huidige bandleden
- Tommy Karevik - zanger (2005–heden)
- Johan Liefvendahl - gitarist (2000–heden)
- Andreas Blomqvist - bassist (2000–heden)
- Andrew Everding - toetsenist (2000–heden)
- Stefan Norgren - drummer (2011–heden)

Voormalige bandleden
- Ola Halén - zanger (2001–2002)
- Andi Kravljaca - zanger (2002–2005)
- Johnny Sandin - drummer (2000–2010)

## Discografie
Demo's
- Seventh Wonder (2001)
- Temple in the Storm (2003)

Studioalbums
- Become (2005)
- Waiting in the Wings (2006)
- Mercy Falls (2008)
- The Great Escape (2010)
- Tiara (2018)
- The Testament (2022)